# نگار اسکندرفر

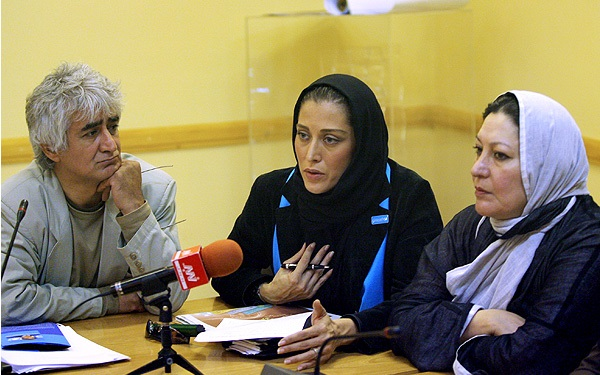
نگار اسکندرفر (راست) به همراه مهتاب کرامتی و کامبوزیا پرتوی در مراسم روز کودک در خانه هنرمندان ایران

نگار اسکندرفر (سلطانی) (۱۳۳۵) روزنامه‌نگار، مدیرفرهنگی و کارآفرین ایرانی. او مدیر موسسه کارنامه‌است. این موسسه در دهه هفتاد خورشیدی ماهنامه علمی-فرهنگی کارنامه را منتشر می‌کرد. این نشریه در ۱۳۸۴ توقیف شد اما موسسه هم‌چنان به کار خود ادامه می‌دهد.
وی مدیر مؤسسه کارنامه است.

## زندگی
نگار اسکندرفر در ۱۰ خرداد ۱۳۳۵ در تهران به دنیا آمد. او در رشته روان‌شناسی دانشگاه الزهرا تحصیل کرد و از ۱۸ سالگی به کمک ایرج مستعان وارد کار روزنامه‌نگاری شد. پس از دانشگاه با علیرضا سلطانی ازدواج کرد و همراه او در دهکده زردبند زیست. اسکندرفر مدتی در موسسه‌های فرهنگی و هنری کار کرد و مدتی نیز به روزنامه‌نگاری پرداخت تا آنکه امتیاز نشریه کارنامه را گرفته و به نشر آن مشغول شد و تمام نیروی مادی و معنوی خویش را در پای آن گذاشت. این نشریه در سال ۱۳۸۴ توقیف شد.